# Bomberman
A Bomberman egy labirintus alapú videójáték-sorozat, melynek eredeti fejlesztője a japán a Hudson Soft. Az első játék 1983-ban jelent meg és a mai napig érkeznek folytatásai. A Bomberman nagy sikernek örvend, a sorozatnak több mint 70 része jelent meg eddig. Az egyes részek 10 millió feletti eladásainak hatására a játékot tartják az első komolyabb többjátékos címnek, annak ellenére, hogy korábban is voltak játékok, amit kettő vagy több játékos is egyszerre játszhatott. (Például az 1980-ban Atari 2600-ra megjelent Warlords, amiben maximum 4 játékos küzdhetett egymás ellen.) A játék fejlődése egy online folytatódás kialakulását jelentette, amelynek főszerepében robotok voltak.